# Marie-Louise Carven
Marie-Louise Carven (Châtellerault, 31 de agosto de 1909 – París, 8 de junio de 2015), nombre de nacimiento Carmen de Tommaso, fue una diseñadora de moda francesa, que fundó la casa Carven en 1945. Destacó por sus diseños a mujeres de pequeña estatura, su uso de telas ligeras como el encaje y el guinga rosa, y por ser una de las primeras diseñadoras de alta costura en lanzar una línea prêt-à-porter. Fue la primera diseñadora parisina en patentar el sujetador push up.

## Primeros años
Carmen de Tommaso nació el 31 de agosto de 1909 en Châtellerault. De todas maneras, no le gustaba mucho su nombre de pila, y cuando fundó su negocio, asumió el nombre por el que es más conocida. Carven mostró interés en el diseño de moda desde una edad temprana haciendo atuendos para sus gatos. Cuando era joven, Carven estudió arquitectura e interiorismo en la École des Beaux-Arts en París.
En la década de 1940, contrató al judío rumano Henry Bricianer para su tienda de París a pesar de las leyes antisemitas de la Francia de Vichy. Cuando la policía fue a por Bricanier, lo escondió en su tienda y le permitió que continuara con su trabajo. También dejó que cuatro miembros de la familia de Bricanier viviera con sus propios familiares; esto les permitió a ellos y a Henry sobrevivir hasta el final de la Segunda Guerra Mundial.

## Carrera
En 1945, a los 34 años, Carven abrió su propia casa de moda en los Champs-Élysées. El nombre Carven (combinación de Carmen con el apellido de su tía Josy Boyriven, que fue la que la introdujo en el mundo de la costura. Su pèqueña estatura hizo que se centrar en una línea de mujeres de baja estatura, "porque son demasiado bajas para las creaciones de las diseñadoras, que solo muestran sus diseños en chicas imponentes."
Carven fue conocida en seguida como "la más pequeña de las grandes diseñadoras." La pieza insignia de su primera colección fue un vestido de verano de rayas verdes y blancas con falda completa. Rayas verdes y blancas se convirtieron en la seña de identidas de la Casa Carven. El material había sido encontrado en el ático de un castillo y probablemente fue comprado originalmente para los uniformes de verano de las criadas antes de la Primera Guerra Mundial. Entre sus clientas más famosas destacan Leslie Caron, Martine Carol, Zizi Jeanmaire y Édith Piaf.
Carven fue una gran ingeniosa comercial. En 1946, publicitó el lanzamiento de su primer perfume con centenares de botellas de perfume tirados en paracaídas en París. En 1950, Carven creó una colección inspirada en Lo que el viento se llevó para coincidir con el lanzamiento del film en Francia. Recorrió Francia con la colección, organizando desfiles de moda en cines. En 1950, se convirtió en una de las primeras diseñadoras en desarrollar el prêt-à-porter. Su predilección por los materiales simples como el guinga rosa y el bordado inglés facilitó su transición al ready-to-wear. En 1955, lanzó su línea Carven Junior.
Carven fue una de las primeras casas de moda en organizar desfiles en todo el mundo. Los viajes de la diseñadora le inspiraron a utilizar materiales como madras, batik y raffia en sus colecciones. En la década de los 50, Carven fue una de las primeras diseñadoras occidentales en usar texturas africanas. Carven fue la encargada de diseñar los uniformes del equipo olímpico francés de 1976, de los policías de tráfico de París, del personal de Eurostar, y de otras 20 aerolíneas.
Carven también fue diseñadora de vestuario de once películas, como Manon (1949), Cita en julio (Rendez-vous de juillet) (1949), Édouard et Caroline (1951), La fête à Henriette (1952), y Le Guérisseur (1953). Tambiñén trabajó en el departamento de diseño de vestuario para el film Las zapatillas rojas (1948), y para el episodio Gold (1952) para la serie de televisión Foreign Intrigue. Trabajó para el departamento de arte en el episodio The Case of the Gallant Grafter de la serie Perry Mason (1960).
Carven se retiró en 1993 a la edad de 84 años. En 2001, donó sus archivos al Musée Galliera. Murió en París el 8 de junio de 2015 a la edad de 105 años.

## Premios y reconomientos
En agosto de 2000, Carven fue nombrada Justa entre las Naciones por Yad Vashem.
En su aniversario centenario en 2009, fue condecorada comandante de la Legión de Honor.